# Kaspar Sigismund von Lüttwitz
Kaspar Sigismund von Lüttwitz (* 6. Dezember 1732 in Mittel-Dammer (bei Steinau (Oder)); † 8. März 1796 in Łowicz) war ein preußischer Generalmajor und Chef des Infanterieregiments Nr. 42.

## Leben

### Herkunft
Seine Eltern waren der Erbherr von Mittel-Dammer und Bronau, Kr Guhrau, Karspar Siegmund von Lüttwitz (* 25. April 1693; † 29. Juli 1748) und dessen Ehefrau Anna Johanna Eleonore Helene von Frankenberg und Ludwigsdorf aus dem Hause Hünern (* 16. Juni 1697).

### Militärkarriere
Lüttwitz kam 1750 als Gefreitenkorporal in das Infanterieregiment Nr. 31 der Preußischen Armee. Dort wurde er am 9. Oktober 1752 Fähnrich. Während des Siebenjährigen Krieges wurde er am 8. Mai 1757 Sekondeleutnant und am 27. Juli 1760 Premierleutnant. Nach dem Krieg wurde er am 11. Juni 1765 zum Stabskapitän befördert und am 31. August 1767 Kapitän und Kompaniechef. Am 17. November 1778 wurde er Major und nahm als solcher am Bayerischen Erbfolgekrieg teil. Am 24. März 1786 wurde er Regimentskommandeur. Bei der Revue in Breslau am 25. August 1787 erhielt er den Orden Pour le Mérite. Am 5. Juni 1788 wurde er Oberstleutnant und am 24. August 1790 Oberst. Am 29. Dezember 1794 erhielt er als Chef in das Infanterieregiment Nr. 42 und wurde kurz darauf am 4. Januar 1795 zum Generalmajor befördert. Am 24. November 1795 kam er mit seinem Regiment in die Garnison bei Lowicz, wo Lüttwitz am 8. März 1796 verstarb.

### Familie
Lüttwitz heiratete am 4. Oktober 1769 in Kriechen Maria Theresia Friederike von Lüttwitz (* 9. Juni 1747; † 6. Februar 1801). Das Paar hatte folgende Kinder:
- Frederike Johanne Charlotte (* 5. September 1770) ⚭ Friedrich Georg von Riedel, Leutnant
- Juliane Wilhelmine (* 11. Januar 1772) ⚭ 4. Januar 1801[1] Christian Heinrich von Borwitz, Leutnant, Herr auf Pasterwitz
- Therese Eleonore Sophie (* 11. August 1776)
- Heinrich Ernst Bogislav (* 13. Oktober 1784; † 2. Juni 1835), Major – wird adoptiert, nimmt 1816 den Namen Frankenberg-Lüttwitz an, erbt Fideikommiss Bielwiese (Steinau (Oder)) ⚭ Klara von Thielau (* 4. August 1800; † 31. Dezember 1862), Eltern von Otto von Frankenberg-Lüttwitz